# Gemini Award
De Gemini Award is een voormalige prestigieuze televisieprijs in Canada, vergelijkbaar met de Emmy Award in de VS. De uitreiking van de Gemini Award is elk jaar rechtstreeks te zien geweest op de Canadese televisie. De eerste prijsuitreiking was in 1986.
Op 4 september 2012 werd aangekondigd dat de Gemini Award zou worden samengevoegd met de Genie Awards tot de nieuwe Canadian Screen Award, die voor het eerst op 4 maart 2013 werden uitgereikt.

## Categorieën
- Best News Information Series
- Best News Magazine Segment
- Best News Special Event Coverage
- Best Reportage
- Best Newscast
- Gemini Humanitarian Award
- Best Sports Play-by-Play or Analyst
- Best Live Sporting Event
- Best Direction in a Live Sporting Event
- Best Sports Program or Series
- Outstanding Technical Achievement Award
- Best Writing in an Information Program or Series
- Best Sound in an Information/Documentary Program or Series
- Best Photography in an Information Program or Series
- Best Picture Editing in an Information Program or Series
- Best Direction in a News Information Program or Series
- Best Host or Interviewer in a News Information Program or Series
- Academy Achievement Award
- Best Science, Technology, Nature, Environment or Adventure Documentary Program
- Best Biography Documentary Program
- Best Original Music Score for a Documentary Program or Series
- Best History Documentary Program
- Best Performing Arts Program or Series or Arts Documentary Program or Series
- Gordon Sinclair Award for Broadcast Journalism
- Best Direction in a Documentary Program
- Best Direction in a Documentary Series
- Best Picture Editing in a Documentary Program or Series
- Best Photography in a Documentary Program or Series
- Best Writing in a Documentary Program or Series
- Best Documentary Series
- Best Writing in a Children's or Youth Program or Series
- Best Direction in a Children's or Youth Program or Series
- Best Performance in a Children's or Youth Program or Series
- Best Children's or Youth Fiction Program or Series
- Best Children's or Youth Non-Fiction Program or Series
- Best Original Music Score for an Animated Program or Series
- Best Animated Program or Series
- Best Pre-School Program or Series
- Most Popular Website
- Canada Award
- Best Production Design or Art Direction in a Non-Dramatic Program or Series
- Best Lifestyle/Practical Information Segment
- Best Direction in a Lifestyle/Practical Information Program or Series
- Best Cross Platform Project
- Best General/Human Interest Series
- Best Host in a Lifestyle/Practical Information, or Performing Arts Program or Series
- Best Lifestyle/Practical Information Series
- Best Host or Interviewer in a General/Human Interest or Talk Program or Series
- Best Talk Series
- Best Reality Program or Series
- Best Performance by an Actor in a Featured Supporting Role in a Dramatic Series
- Best Writing in a Dramatic Series
- Best Direction in a Dramatic Series
- Best Picture Editing in a Dramatic Program or Series
- Best Sound in a Dramatic Series
- Best Production Design or Art Direction in a Dramatic Program or Series
- Best Performance by an Actress in a Featured Supporting Role in a Dramatic Series
- Best Sound in a Comedy, Variety, or Performing Arts Program or Series
- Best Picture Editing in a Comedy, Variety or Performing Arts Program or Series
- Best Photography in a Comedy, Variety or Performing Arts Program or Series
- Best Direction in a Variety Program or Series
- Best Direction in a Performing Arts Program or Series
- Best Direction in a Comedy Program or Series
- Best Performance or Host in a Variety Program or Series
- Best Performance in a Performing Arts Program or Series
- Best Individual Performance in a Comedy Program or Series
- Best Music, Variety Program or Series
- Best TV Movie
- Best Achievement in Make-Up
- Best Costume Design
- Best Achievement in Casting
- Best Visual Effects
- Best Original Music Score for a Program or Mini-Series
- Best Original Music Score for a Dramatic Series
- Earle Grey Award
- Best Performance by an Actor in a Featured Supporting Role in a Dramatic Program or Mini-Series
- Best Performance by an Actress in a Featured Supporting Role in a Dramatic Program or Mini-Series
- Best Sound in a Dramatic Program
- Best Photography in a Dramatic Program or Series
- Best Performance by an Actor in a Guest Role Dramatic Series
- Best Performance by an Actress in a Guest Role Dramatic Series
- Best Performance by an Actor in a Leading Role in a Dramatic Program or Mini-Series
- Best Performance by an Actress in a Leading Role in a Dramatic Program or Mini-Series
- Best Host or Interviewer in a Sports Program or Sportscast
- Best Writing in a Dramatic Program or Mini-Series
- Best Direction in a Dramatic Program or Mini-Series
- Best Writing in a Comedy or Variety Program or Series
- Best Comedy Program or Series
- Best Performance by an Actress in a Continuing Leading Dramatic Role
- Best Performance by an Actor in a Continuing Leading Dramatic Role
- Best News Anchor
- Best Dramatic Mini-Series
- Best Dramatic Series]
- Best Ensemble Performance in a Comedy Program or Series
- Viewers' Choice Award

### Speciale prijzen
- Academy Achievement Award - een oeuvreprijs, ingesteld vanaf 1996
- Donald Brittain Award - de prijs voor beste politieke documentaire
- Canada Award - ingevoerd in 1988 als de Multiculturalism Award; uitgereikt aan het televisieprogramma dat het beste de Canadese cultuur vertegenwoordigt
- Margaret Collier Award - een oeuvreprijs voor schrijvers
- John Drainie Award - een oeuvreprijs voor radio-dj's
- Humanitarian Award
- Gordon Sinclair Award for Broadcast Journalism - een oeuvreprijs voor televisiejournalisten die uitmuntende bijdragen hebben geleverd